# WISE 1217+1626
WISE 1217+1626 (WISE 1217+1626AB, WISEP J121756.91+162640.2AB) – układ podwójny dwóch brązowych karłów. Jest oddalony od Słońca o około 33 lata świetlne i znajduje się w gwiazdozbiorze Warkocza Bereniki. 

## Odkrycie
Pierwszy ze składników WISE 1217+1626A został odkryty w 2011 roku przy pomocy teleskopu WISE wraz z innymi pierwszymi 100 brązowymi karłami odkrytymi przez ten teleskop.
Układ został uznany za binarny w 2012 roku kiedy to odkryto drugi składnik układu WISE 1217+1626B przy wykorzystaniu laserowego systemu optyki adaptacyjnej z 10 metrowym teleskopem Keck.

## Charakterystyka układu
Układ składa się z dwóch chłodnych brązowych karłów WISE 1217+1626A oraz WISE 1217+1626B. Przewidywana separacja fizyczna obu ciał wynosi około 8 AU. Pierwszy składnik układu podwójnego WISE 1217+1626A jest brązowym karłem o typie widmowym T8,5. Masa tego obiektu wynosi około 30 MJ, natomiast promień brązowego karła to 0,091 Rʘ. Temperatura WISE 1217+1626A wynosi około 550-600 K. Drugi składnik WISE 1217+1626B jest brązowym karłem o typie widmowym Y0 i ma masę 22 MJ, a jego promień wynosi 0,096 Rʘ. Temperatura składnika B to około 450 K. Układ jest ubogi w metal. W obiektach zachodzą zmiany atmosferyczne w stosunkowo niskich temperaturach. Przy Teff = 500 K pierwiastki alkaliczne kondensują się i tworzą chmury siarczanów oraz chlorków. Atmosfery obu ciał posiadają cienkie warstwy takich chmur. Układ tych brązowych karłów pozwala na wgląd w zależności między temperaturą, grawitacją, metalicznością i tworzeniem się chmur w zimnych atmosferach, co będzie stanowić punkt odniesienia dla modelowania atmosfer o różnej metaliczności i wydajności mieszania. Pozwoli na lepsze poznanie brązowych karłów o typie widmowym Y.